# Florida Panthers
Florida Panthers är en amerikansk ishockeyorganisation vars lag är baserat i Sunrise, Florida och har varit medlemsorganisation i National Hockey League (NHL) sedan den 10 december 1992, när organisationen bildades. Hemmaarenan är Amerant Bank Arena och invigdes den 3 oktober 1998 som National Car Rental Center. Laget spelar i Atlantic Division tillsammans med Boston Bruins, Buffalo Sabres, Detroit Red Wings, Montreal Canadiens, Ottawa Senators, Tampa Bay Lightning och Toronto Maple Leafs.
Panthers har vunnit Stanley Cup för säsongerna 2023–2024 och 2024–2025. Laget har haft namnkunniga spelare genom åren såsom Pavel Bure, Olli Jokinen, John Vanbiesbrouck, Roberto Luongo, Jonathan Huberdeau, Scott Mellanby, Jay Bouwmeester, Ed Jovanovski, Bryan McCabe, Cory Stillman, Róbert Švehla, Ray Whitney, Brian Campbell, Tomáš Vokoun och Jaromir Jágr.

## Historia
Efter två svaga inledande säsonger, med missat slutspel, gick laget till Stanley Cup-final säsongen 1995–1996, där man förlorade mot Colorado Avalanche med 0–4 i matcher. 2009 slutade Panthers på samma poäng som Montreal Canadiens, som dock tog den sista slutspelsplatsen till följd av bättre statistik i inbördes möten. 2016 tog sig åter Panthers till slutspel där de åkte ut i första rundan mot New York Islanders.
Åren efter Coronaviruspandemin i början av 2020-talet kom att bli framgångsrika för Florida Panthrs. Säsongen 2022–2023 gick laget till Stanley Cup-final, men förlorade finalserien mot Vegas Golden Knights med 1–4 i matcher.
Säsongen 2023–2024 vann laget Stanley Cup för första gången, genom att vinna finalserien mot Edmonton Oilers med 4–3 i matcher. Säsongen 2024–2025 följdes framgången upp med ännu en Stanley Cup-titel, efter finalseger med 4–2 i matcher i en finalserie där Edmonton Oilers återigen stod för motståndet.

### Stanley Cup-spel

#### 1990-talet
- 1994 – Missade slutspel.
- 1999 – Missade slutspel.

#### 2000-talet
- 2000 – Förlorade i första omgången mot New Jersey Devils med 0–4 i matcher.
- 2009 – Missade slutspel.

#### 2010-talet
- 2010 – Missade slutspel.
- 2019 – Missade slutspel.

#### 2020-talet
- 2020 – Förlorade i kvalificeringsronden mot New York Islanders med 1–3 i matcher.
- 2023 – Förlorade i finalen mot Vegas Golden Knights med 1–4 i matcher.
- 2024 – Vann finalen mot Edmonton Oilers med 4–3 i matcher.[5]
  - Aleksander Barkov, Jr. (C), Sam Bennett, Sergej Bobrovskij, Nick Cousins, Aaron Ekblad, Oliver Ekman Larsson, Gustav Forsling, Jonah Gadjovich, Dmitrij Kulikov, Ryan Lomberg, Steven Lorentz, Anton Lundell, Eetu Luostarinen, Josh Mahura, Niko Mikkola, Brandon Montour, Kyle Okposo, Sam Reinhart, Evan Rodrigues, Kevin Stenlund, Anthony Stolarz, Vladimir Tarasenko, Matthew Tkachuk och Carter Verhaeghe – Paul Maurice
- 2025 – Vann finalen mot Edmonton Oilers med 4–2 i matcher.[6]
  - Aleksander Barkov, Jr. (C), Uvis Balinskis, Sam Bennett, Sergej Bobrovskij, Jesper Boqvist, Aaron Ekblad, Gustav Forsling, Jonah Gadjovich, A.J. Greer, Seth Jones, Dmitrij Kulikov, Anton Lundell, Eetu Luostarinen, Brad Marchand, Niko Mikkola, Tomáš Nosek, Sam Reinhart, Evan Rodrigues, Mackie Samoskevich, Nate Schmidt, Matthew Tkachuk, Vítek Vaněček och Carter Verhaeghe – Paul Maurice

## Nuvarande spelartrupp

### Spelartruppen 2025/2026
Senast uppdaterad: 14 augusti 2025.

Alla spelare som har kontrakt med Florida Panthers och har spelat för dem under aktuell säsong listas i spelartruppen. Spelarnas löner är i amerikanska dollar och är vad de skulle få ut om de vore i NHL-truppen under hela grundserien (oktober–april). Löner i kursiv stil är ej bekräftade.
| Målvakter                                                                                     | Målvakter | Målvakter                  | Målvakter                | Målvakter   | Målvakter | Målvakter | Målvakter      | Målvakter                 | Målvakter | Målvakter |
| Nr                                                                                            |           | Namn                       | Namn                     | Lön 25/26   |           | Kontrakt  | Kom till laget | Kom ifrån                 |           |           |
| --------------------------------------------------------------------------------------------- | --------- | -------------------------- | ------------------------ | ----------- | --------- | --------- | -------------- | ------------------------- | --------- | --------- |
| 72                                                                                            | Ryssland  | Sergej Bobrovskij          | Sergej Bobrovskij        | $6 000 000  | [ 14 ]    | 2026      | 2019           | Columbus Blue Jackets     |           |           |
| --                                                                                            | USA       | Cooper Black               | Cooper Black             | $950 000    | [ 15 ]    | 2026      | 2024           | Dartmouth Big Green       |           |           |
| --                                                                                            | USA       | Brandon Bussi              | Brandon Bussi            | $775 000    | [ 16 ]    | 2026      | 2025           | Providence Bruins         |           |           |
| --                                                                                            | Ryssland  | Kirill Gerasimjuk          | Kirill Gerasimjuk        | $862 500    | [ 17 ]    | 2027      | 2025           | HK Jugra Chanty-Mansijsk  |           |           |
| --                                                                                            | Ryssland  | Daniil Tarasov             | Daniil Tarasov           | $1 050 000  | [ 18 ]    | 2026      | 2023           | Columbus Blue Jackets     |           |           |
| Backar                                                                                        |           |                            |                          |             |           |           |                |                           |           |           |
| Nr                                                                                            |           | Namn                       | Namn                     | Lön 25/26   |           | Kontrakt  | Kom till laget | Kom ifrån                 |           |           |
| 2                                                                                             | Sverige   | Tobias Björnfot            | Tobias Björnfot          | $775 000    | [ 19 ]    | 2026      | 2025           | Charlotte Checkers        |           |           |
| 5                                                                                             | Kanada    | Aaron Ekblad1 − 2014 − A   | Aaron Ekblad1 − 2014 − A | $7 900 000  | [ 20 ]    | 2033      | 2014           | Barrie Colts              |           |           |
| 7                                                                                             | Ryssland  | Dmitrij Kulikov            | Dmitrij Kulikov          | $1 270 000  | [ 21 ]    | 2028      | 2023           | Pittsburgh Penguins       |           |           |
| 26                                                                                            | Lettland  | Uvis Balinskis             | Uvis Balinskis           | $850 000    | [ 22 ]    | 2026      | 2023           | HC Bílí Tygři Liberec     |           |           |
| 27                                                                                            | USA       | Seth Jones                 | Seth Jones               | $10 500 000 | [ 23 ]    | 2030      | 2025           | Chicago Blackhawks        |           |           |
| 42                                                                                            | Sverige   | Gustav Forsling            | Gustav Forsling          | $6 525 000  | [ 24 ]    | 2032      | 2021           | Charlotte Checkers        |           |           |
| 51                                                                                            | Tjeckien  | Marek Alscher              | Marek Alscher            | $870 000    | [ 25 ]    | 2027      | 2024           | Portland Winterhawks      |           |           |
| 52                                                                                            | Kanada    | Evan Nause                 | Evan Nause               | $832 500    | [ 26 ]    | 2026      | 2023           | Remparts de Québec        |           |           |
| 77                                                                                            | Finland   | Niko Mikkola               | Niko Mikkola             | $2 000 000  | [ 27 ]    | 2026      | 2023           | New York Rangers          |           |           |
| --                                                                                            | Kanada    | Mike Benning               | Mike Benning             | $775 000    | [ 28 ]    | 2026      | 2025           | Charlotte Checkers        |           |           |
| --                                                                                            | Tjeckien  | Mikuláš Hovorka            | Mikuláš Hovorka          | $950 000    | [ 29 ]    | 2026      | 2024           | HC České Budějovice       |           |           |
| --                                                                                            | Sverige   | Ludvig Jansson             | Ludvig Jansson           | $855 000    | [ 30 ]    | 2028      | 2025           | Luleå HF                  |           |           |
| Forwards                                                                                      |           |                            |                          |             |           |           |                |                           |           |           |
| Nr                                                                                            |           | Namn                       | Pos                      | Lön 25/26   |           | Kontrakt  | Kom till laget | Kom ifrån                 |           |           |
| 9                                                                                             | Kanada    | Sam Bennett                | C                        | $10 200 000 | [ 31 ]    | 2033      | 2021           | Calgary Flames            |           |           |
| 10                                                                                            | Kanada    | A.J. Greer                 | HF/VF                    | $775 000    | [ 32 ]    | 2026      | 2024           | Calgary Flames            |           |           |
| 12                                                                                            | Kanada    | Jonah Gadjovich            | VF/HF                    | $775 000    | [ 33 ]    | 2026      | 2023           | Charlotte Checkers        |           |           |
| 13                                                                                            | Kanada    | Sam Reinhart               | HF                       | $10 000 000 | [ 34 ]    | 2032      | 2021           | Buffalo Sabres            |           |           |
| 15                                                                                            | Finland   | Anton Lundell              | C/VF                     | $5 900 000  | [ 35 ]    | 2030      | 2021           | HIFK                      |           |           |
| 16                                                                                            | Finland   | Aleksander Barkov, Jr. − C | C                        | $11 600 000 | [ 36 ]    | 2030      | 2013           | Tappara                   |           |           |
| 17                                                                                            | Kanada    | Evan Rodrigues             | C/VF                     | $3 000 000  | [ 37 ]    | 2027      | 2023           | Colorado Avalanche        |           |           |
| 19                                                                                            | USA       | Matthew Tkachuk            | HF                       | $11 250 000 | [ 38 ]    | 2030      | 2022           | Calgary Flames            |           |           |
| 23                                                                                            | Kanada    | Carter Verhaeghe           | VF                       | $8 750 000  | [ 39 ]    | 2033      | 2020           | Tampa Bay Lightning       |           |           |
| 25                                                                                            | USA       | Mackie Samoskevich         | HF                       | $775 000    | [ 40 ]    | 2026      | 2023           | Charlotte Checkers        |           |           |
| 27                                                                                            | Finland   | Eetu Luostarinen           | VF/C                     | $3 000 000  | [ 41 ]    | 2027      | 2020           | Charlotte Checkers        |           |           |
| 44                                                                                            | Kanada    | MacKenzie Entwistle        | VF/C                     | $775 000    | [ 42 ]    | 2027      | 2024           | Chicago Blackhawks        |           |           |
| 56                                                                                            | Kanada    | Joshua Davies              | VF                       | $855 000    | [ 43 ]    | 2027      | 2024           | Portland Winterhawks      |           |           |
| 63                                                                                            | Kanada    | Brad Marchand              | VF                       | $5 250 000  | [ 44 ]    | 2031      | 2025           | Boston Bruins             |           |           |
| 70                                                                                            | Sverige   | Jesper Boqvist             | C/YF                     | $1 500 000  | [ 45 ]    | 2027      | 2024           | Boston Bruins             |           |           |
| 76                                                                                            | Kanada    | Ryan McAllister            | C                        | $950 000    | [ 46 ]    | 2026      | 2023           | Western Michigan Broncos  |           |           |
| 92                                                                                            | Tjeckien  | Tomáš Nosek                | C/VF                     | $775 000    | [ 47 ]    | 2026      | 2024           | New Jersey Devils         |           |           |
| 95                                                                                            | Lettland  | Sandis Vilmanis            | HF                       | $855 000    | [ 48 ]    | 2027      | 2024           | North Bay Battalion       |           |           |
| 97                                                                                            | Kanada    | Kai Schwindt               | VF                       | $775 000    | [ 49 ]    | 2027      | 2024           | Mississauga Steelheads    |           |           |
| --                                                                                            | USA       | Jack Devine                | HF                       | $950 000    | [ 50 ]    | 2028      | 2025           | Denver Pioneers           |           |           |
| --                                                                                            | Kanada    | Nolan Foote                | VF                       | $775 000    | [ 51 ]    | 2026      | 2025           | Utica Comets              |           |           |
| --                                                                                            | Sverige   | Anton Lundmark             | HF/VF                    | $975 000    | [ 52 ]    | 2026      | 2025           | Timrå IK                  |           |           |
| --                                                                                            | Kanada    | Gracyn Sawchyn             | C                        | $870 000    | [ 53 ]    | 2028      | 2024           | Edmonton Oil Kings        |           |           |
| --                                                                                            | Sverige   | Wilmer Skoog               | C                        | $775 000    | [ 54 ]    | 2026      | 2024           | Charlotte Checkers        |           |           |
| --                                                                                            | USA       | Ben Steeves                | VF                       | $950 000    | [ 55 ]    | 2026      | 2024           | Minnesota Duluth Bulldogs |           |           |
| --                                                                                            | Kanada    | Hunter St. Martin          | VF                       | $855 000    | [ 56 ]    | 2028      | 2024           | Medicine Hat Tigers       |           |           |
| Positioner: C – HF – VF – YF \| C = Lagkapten; A = Assisterande lagkapten \| = Långtidsskadad |           |                            |                          |             |           |           |                |                           |           |           |

#### Spelargalleri

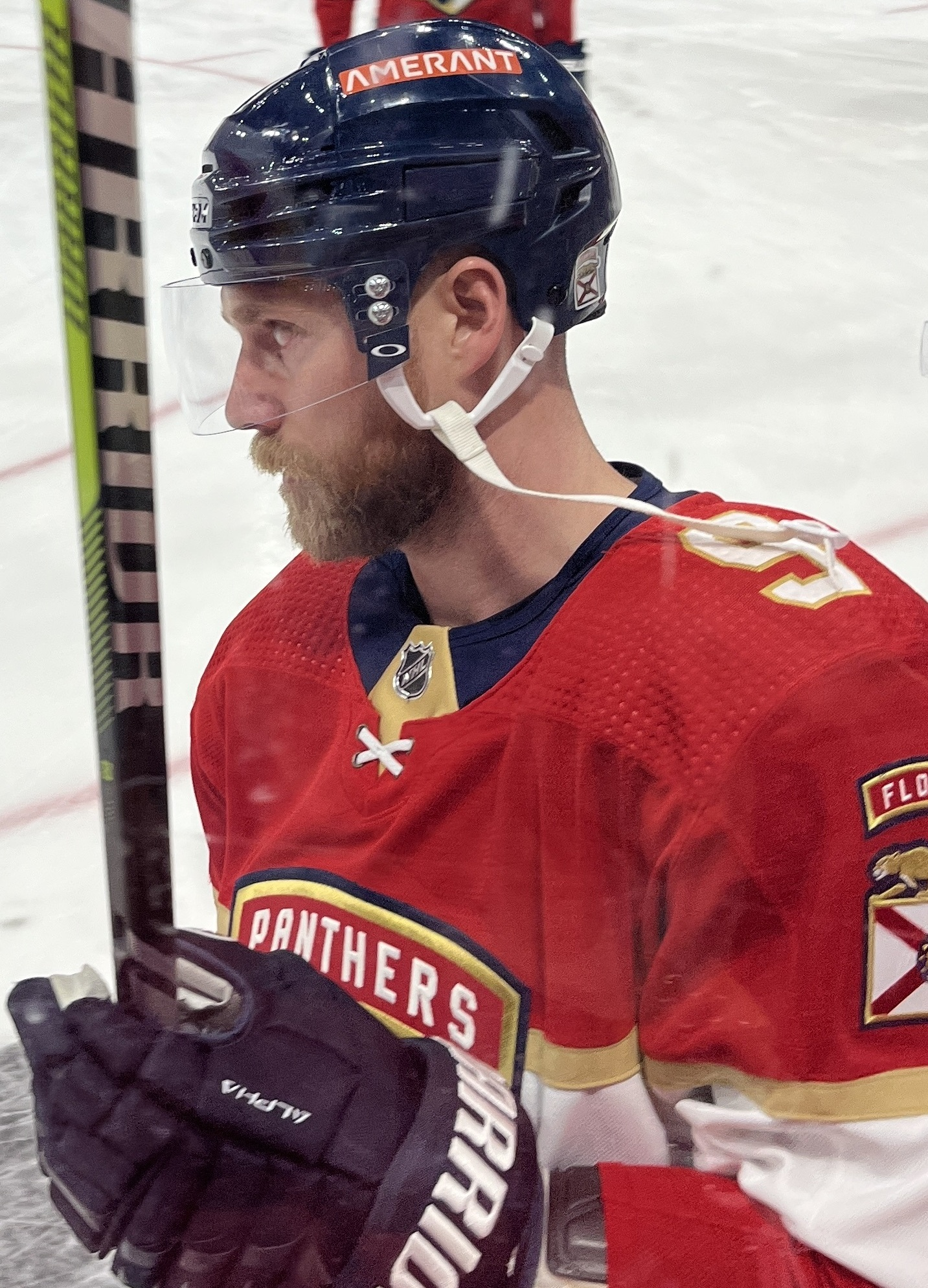
Sam Bennett
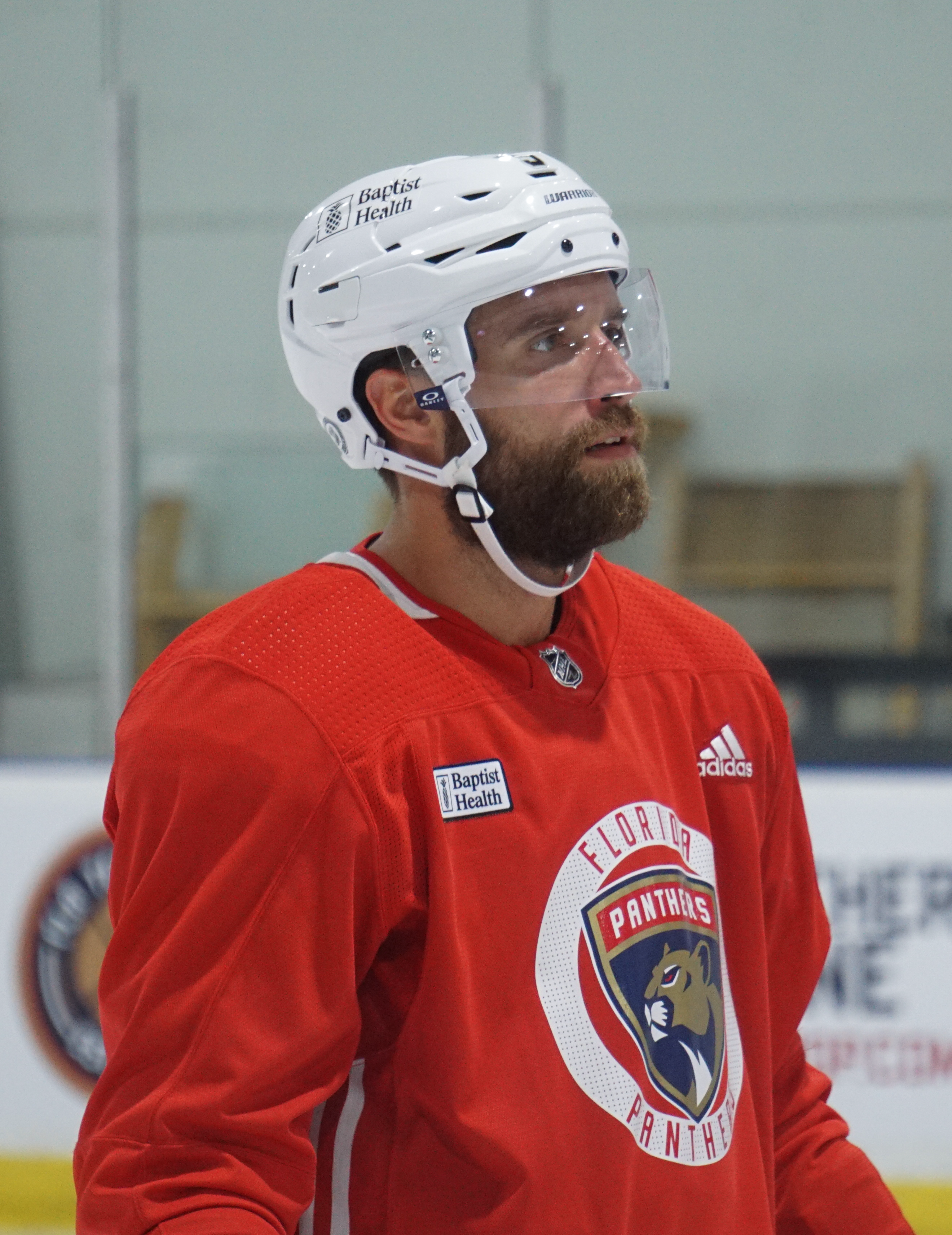
Aaron Ekblad
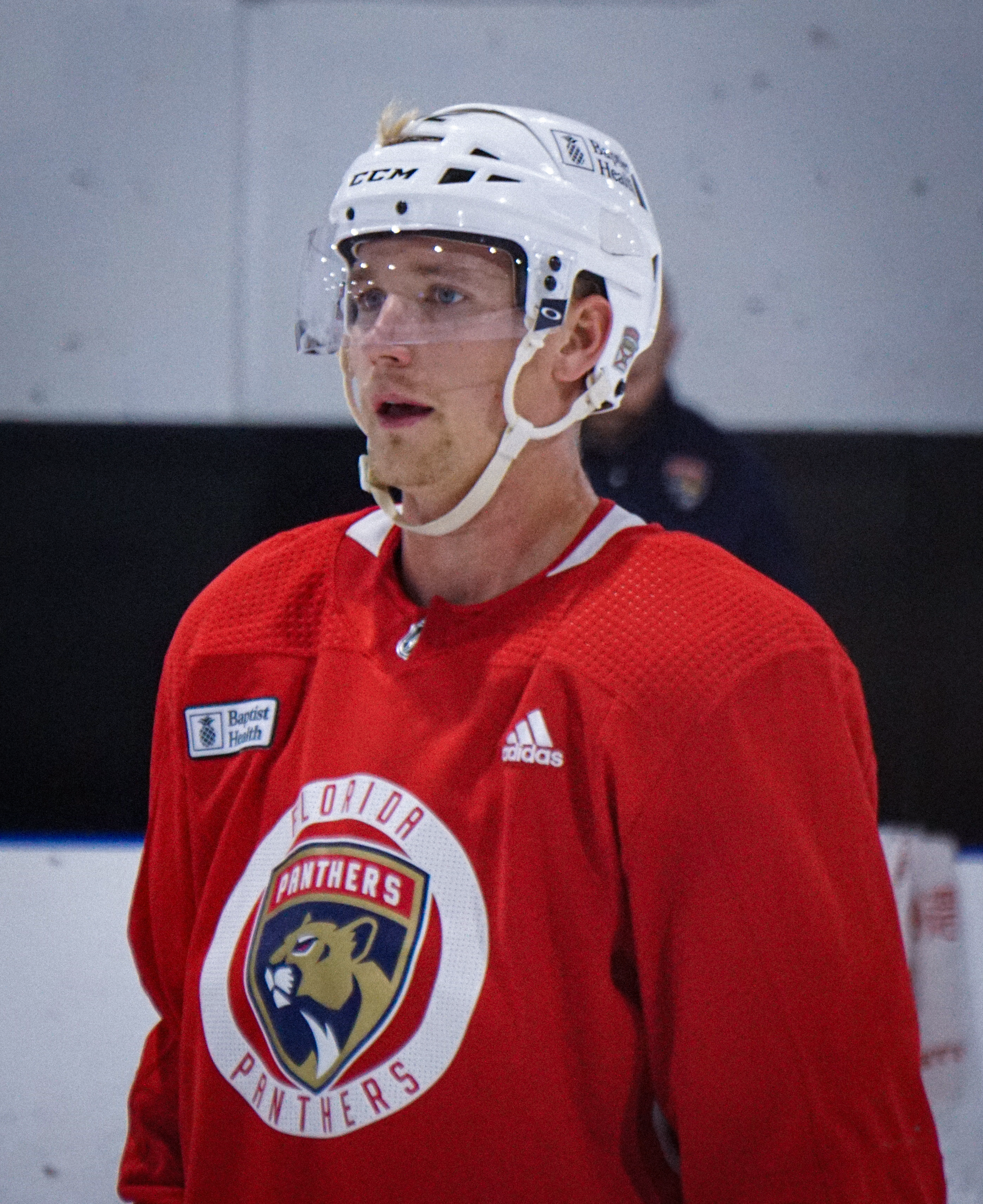
Gustav Forsling
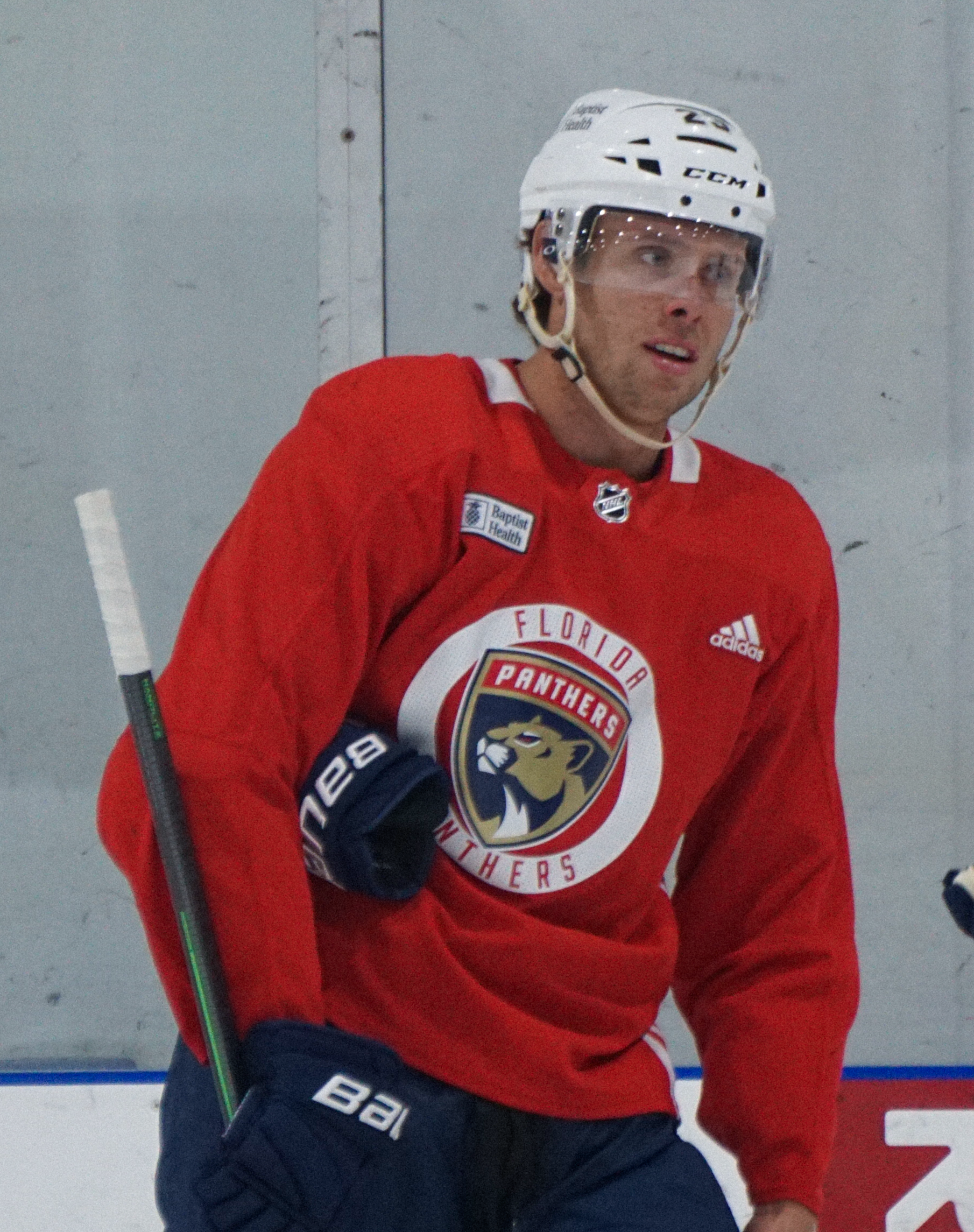
Carter Verhaeghe

## Staben

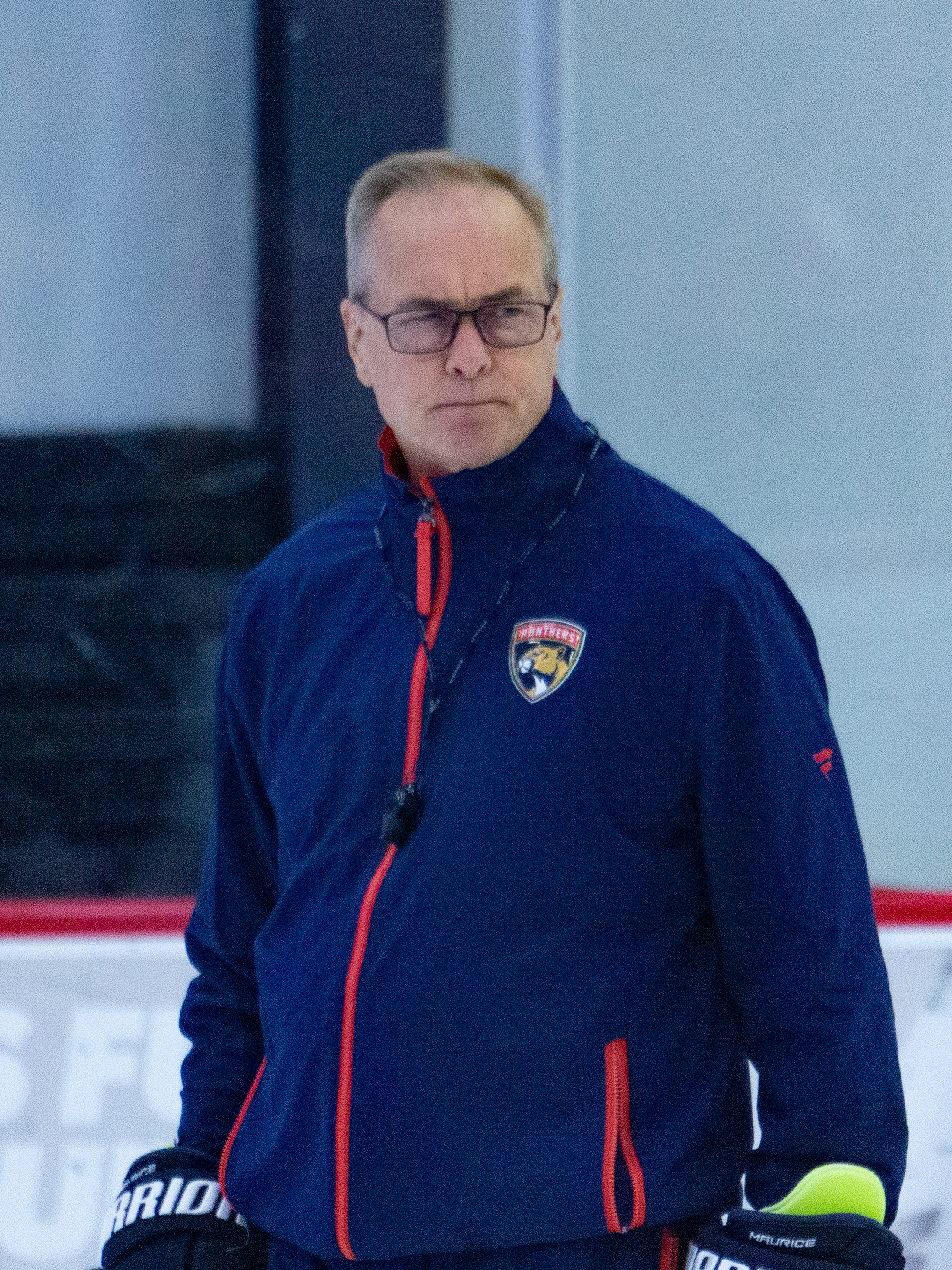
Paul Maurice, 2024.

Uppdaterat: 22 oktober 2024
| Yrkestitel                                             | Namn             |
| ------------------------------------------------------ | ---------------- |
| President för ishockeyverksamheten och general manager | Bill Zito        |
| Rådgivare till general managern                        | Roberto Luongo   |
| Tränare                                                | Paul Maurice     |
| Assisterande tränare                                   | Myles Fee        |
|                                                        | Jamie Kompon     |
|                                                        | Sylvain Lefebvre |
|                                                        | Tuomo Ruutu      |
| Målvaktstränare                                        | Robb Tallas      |

## Utmärkelser

### Pensionerade nummer
Panthers har bara pensionerat tre spelarnummer, vilket innebär inga andra spelare kan bära dessa nummer. Ytterligare ett nummer har blivit pensionerat av själva ligan.
| - #1 – Roberto Luongo (2000–2006 & 2014–2019) - #37 – Wayne Huizenga, #37 representerar ägarens födelseår 1937, Florida Panthers förste ägare. - #93 – Bill Torrey (1993-2001) #93 representerar årtalet 1993, det var det året som Panthers bildades och anslöt sig till NHL och Torrey blev president för organisationen. - #99 – Wayne Gretzky (NHL) |

### Hall of Famers
Källa: 
| - Bill Torrey (Invald 1995) - Ledare: Var president och general manager för Panthers mellan 1993 och 2001. - Roger Neilson (Invald 2002) - Ledare: Var tränare för Panthers mellan 1993 och 1995. - Igor Larionov (Invald 2008) - Spelare: Spelade i Panthers 2000. - Dino Ciccarelli (Invald 2010) - Spelare: Spelade i Panthers mellan 1998 och 1999. | - Ed Belfour (Invald 2011) - Spelare: Spelade i Panthers mellan 2006 och 2007. - Joe Nieuwendyk (Invald 2011) - Spelare: Spelade i Panthers mellan 2005 och 2006. - Pavel Bure (Invald 2012) - Spelare: Spelade i Panthers mellan 1999 och 2002. |

### Troféer
| Prince of Wales Trophy - 1995-1996 President's Trophy - 2021-2022 Southeast Division - 2011-2012 Atlantic Division - 2015-2016, 2021-2022 Bill Masterton Memorial Trophy - Jaromír Jágr: 2015-2016 | Calder Memorial Trophy - Jonathan Huberdeau: 2012-2013 - Aaron Ekblad: 2014-2015 Lady Byng Memorial Trophy - Brian Campbell: 2011-2012 Maurice "Rocket" Richard Trophy - Pavel Bure: 1999-2000, 2000-2001 |

## General manager
Källa: 
| - Bobby Clarke, 1993-1994 - Bryan Murray, 1994-2000 - Bill Torrey, 2000-2001 - Chuck Fletcher, 2001-2002 - Rick Dudley, 2002-2004 - Mike Keenan, 2004-2006 | - Jacques Martin, 2006-2009 - Randy Sexton, 2009-2010 - Dale Tallon, 2010-2016 - Tom Rowe, 2016-2017 - Dale Tallon, 2017-2020 - Bill Zito, 2020- |

## Tränare
Källa: 
| - Roger Neilson, 1993-1995 - Doug MacLean, 1995-1997 - Bryan Murray, 1997-1998 - Terry Murray, 1998-2000 - Duane Sutter, 2000-2001 - Mike Keenan, 2001-2003 - Rick Dudley, 2003-2004 - John Torchetti, 2004 - Jacques Martin, 2005-2008 | - Peter DeBoer, 2008-2011 - Kevin Dineen, 2011-2013 - Peter Horachek, 2013-2014 - Gerard Gallant, 2014-2016 - Tom Rowe, 2016-2017 - Bob Boughner, 2017-2019 - Joel Quenneville, 2019-2021 - Andrew Brunette, 2021-2022 - Paul Maurice, 2022– |

## Lagkaptener
Källa: 
| - Brian Skrudland, 1993-1997 - Scott Mellanby, 1997-2001 - Pavel Bure / Paul Laus, 2001-2002 - Ingen var utsedd som lagkapten, 2002-2003 - Olli Jokinen, 2003-2008 - Ingen var utsedd som lagkapten, 2008-2009 | - Bryan McCabe, 2009-2011 - Ingen var utsedd som lagkapten, 2011-2013 - Ed Jovanovski, 2013-2014 - Willie Mitchell, 2014-2016 - Derek MacKenzie, 2016-2018 - Aleksander Barkov, Jr., 2018- |

## Statistik
Uppdaterat: 2016-07-07 | * = Fortfarande aktiv i Panthers. | ** = Fortfarande aktiv i NHL.

### Grundserie
| Spelare           | Pos | Antal |
| ----------------- | --- | ----- |
| Stephen Weiss     | C   | 654   |
| Radek Dvořák      | HF  | 613   |
| Róbert Švehla     | B   | 573   |
| Olli Jokinen      | C   | 567   |
| Scott Mellanby    | HF  | 552   |
| Paul Laus         | B   | 530   |
| Rob Niedermayer   | C   | 518   |
| Bill Lindsay      | VF  | 506   |
| Jay Bouwmeester** | B   | 471   |
| Roberto Luongo*   | MV  | 455   |

| Spelare         | Pos | Antal |
| --------------- | --- | ----- |
| Olli Jokinen    | C   | 188   |
| Scott Mellanby  | HF  | 157   |
| Pavel Bure      | HF  | 152   |
| Stephen Weiss   | C   | 145   |
| Nathan Horton** | HF  | 142   |
| Radek Dvořák    | HF  | 113   |
| Viktor Kozlov   | C   | 101   |
| Rob Niedermayer | C   | 101   |
| Ray Whitney     | VF  | 97    |
| David Booth     | VF  | 87    |

| Spelare           | Pos | Antal |
| ----------------- | --- | ----- |
| Stephen Weiss     | C   | 249   |
| Olli Jokinen      | C   | 231   |
| Róbert Švehla     | B   | 229   |
| Scott Mellanby    | HF  | 197   |
| Viktor Kozlov     | C   | 190   |
| Rob Niedermayer   | C   | 165   |
| Radek Dvořák      | HF  | 155   |
| Nathan Horton**   | HF  | 153   |
| Jay Bouwmeester** | B   | 150   |
| Brian Campbell**  | B   | 147   |

| Spelare         | Pos | Antal |
| --------------- | --- | ----- |
| Olli Jokinen    | C   | 419   |
| Stephen Weiss   | C   | 394   |
| Scott Mellanby  | HF  | 354   |
| Nathan Horton** | HF  | 295   |
| Viktor Kozlov   | C   | 291   |
| Róbert Švehla   | B   | 290   |
| Radek Dvořák    | HF  | 268   |
| Rob Niedermayer | C   | 266   |
| Pavel Bure      | HF  | 251   |
| Ray Whitney     | VF  | 227   |

| Spelare         | Pos | Antal |
| --------------- | --- | ----- |
| Paul Laus       | B   | 1702  |
| Peter Worrell   | VF  | 1375  |
| Scott Mellanby  | HF  | 953   |
| Ed Jovanovski   | B   | 619   |
| Bill Lindsay    | VF  | 609   |
| Róbert Švehla   | B   | 603   |
| Olli Jokinen    | C   | 597   |
| Rob Niedermayer | C   | 435   |
| Brad Ference    | B   | 432   |
| Brian Skrudland | C   | 401   |

### Slutspel
| Spelare         | Pos | Antal |
| --------------- | --- | ----- |
| Ed Jovanovski   | B   | 34    |
| Rob Niedermayer | C   | 31    |
| Scott Mellanby  | HF  | 31    |
| Róbert Švehla   | B   | 31    |
| Paul Laus       | B   | 30    |
| Dave Lowry      | VF  | 27    |
| Tom Fitzgerald  | HF  | 27    |
| Mike Hough      | VF  | 27    |
| Terry Carkner   | B   | 27    |
| Ray Sheppard    | HF  | 26    |

| Spelare         | Pos | Antal |
| --------------- | --- | ----- |
| Ray Sheppard    | HF  | 10    |
| Dave Lowry      | VF  | 10    |
| Rob Niedermayer | C   | 8     |
| Stu Barnes      | C   | 6     |
| Johan Garpenlöv | VF  | 6     |
| Bill Lindsay    | VF  | 5     |
| Mike Hough      | VF  | 5     |
| Tom Fitzgerald  | HF  | 4     |
| Reilly Smith*   | HF  | 4     |
| Scott Mellanby  | HF  | 3     |

| Spelare        | Pos | Antal |
| -------------- | --- | ----- |
| Róbert Švehla  | B   | 11    |
| Stu Barnes     | C   | 10    |
| Scott Mellanby | B   | 9     |
| Gord Murphy    | B   | 9     |
| Ray Sheppard   | HF  | 8     |
| Ed Jovanovski  | B   | 8     |
| Dave Lowry     | VF  | 7     |
| Paul Laus      | B   | 7     |
| Bill Lindsay   | VF  | 6     |
| Jason Woolley  | B   | 6     |

| Spelare         | Pos | Antal |
| --------------- | --- | ----- |
| Ray Sheppard    | HF  | 18    |
| Dave Lowry      | VF  | 17    |
| Stu Barnes      | C   | 16    |
| Rob Niedermayer | HF  | 12    |
| Scott Mellanby  | HF  | 12    |
| Róbert Švehla   | B   | 12    |
| Bill Lindsay    | VF  | 11    |
| Tom Fitzgerald  | HF  | 9     |
| Paul Laus       | B   | 9     |
| Ed Jovanovski   | B   | 9     |

| Spelare         | Pos | Antal |
| --------------- | --- | ----- |
| Paul Laus       | B   | 74    |
| Ed Jovanovski   | B   | 60    |
| Scott Mellanby  | HF  | 50    |
| Róbert Švehla   | B   | 40    |
| Dave Lowry      | VF  | 39    |
| Tom Fitzgerald  | HF  | 34    |
| Bill Lindsay    | VF  | 26    |
| Rob Niedermayer | C   | 24    |
| Brian Skrudland | C   | 18    |
| Terry Carkner   | B   | 16    |

## Svenska spelare
Uppdaterat: 2016-07-07
| Målvakter       | Målvakter | Målvakter | Målvakter | Målvakter | Målvakter | Målvakter  | Målvakter | Målvakter | Målvakter | Målvakter | Målvakter | Målvakter | Målvakter  | Målvakter | Målvakter | Målvakter | Målvakter   | Målvakter |
| Spelare         | Nr        | Från      | Till      | Matcher¹  | Vinster¹  | Förluster¹ | Övertid¹  | GAA¹      | SVS%¹     | Nollor¹   | Matcher²  | Vinster²  | Förluster² | GAA²      | SVS%²     | Nollor²   | Stanley Cup |           |
| --------------- | --------- | --------- | --------- | --------- | --------- | ---------- | --------- | --------- | --------- | --------- | --------- | --------- | ---------- | --------- | --------- | --------- | ----------- | --------- |
| Jacob Markström | 33        | 2010      | 2014      | 43        | 11        | 24         | 5         | 3,10      | .888      | 0         | 0         | 0         | 0          | 0,00      | 1.000     | 0         | 0           |           |
| Jonas Johansson | 35        | 2021      | 2022      | 2         | 0         | 2          | 0         | 7,74      | .766      | 0         | 0         | 0         | 0          | 0,00      | 000       | 0         | 0           |           |

| Utespelare           | Utespelare | Utespelare | Utespelare | Utespelare | Utespelare | Utespelare | Utespelare | Utespelare | Utespelare | Utespelare | Utespelare | Utespelare | Utespelare | Utespelare | Utespelare | Utespelare  |
| Spelare              | Pos        | Nr         | K/A        | Från       | Till       | Matcher¹   | Mål¹       | Assists¹   | Poäng¹     | PIM¹       | Matcher²   | Mål²       | Assists¹   | Poäng²     | PIM²       | Stanley Cup |
| -------------------- | ---------- | ---------- | ---------- | ---------- | ---------- | ---------- | ---------- | ---------- | ---------- | ---------- | ---------- | ---------- | ---------- | ---------- | ---------- | ----------- |
| Peter Andersson      | B          | 6          |            | 1993       | 1994       | 8          | 1          | 1          | 2          | 0          | 0          | 0          | 0          | 0          | 0          | 0           |
| Magnus Svensson      | B          | 28         |            | 1994       | 1996       | 46         | 4          | 14         | 18         | 31         | 0          | 0          | 0          | 0          | 0          | 0           |
| Johan Garpenlöv      | VF         | 29         |            | 1995       | 1999       | 265        | 47         | 74         | 121        | 133        | 24         | 6          | 2          | 8          | 12         | 0           |
| Per Gustafsson       | B          | 4          |            | 1996       | 1997       | 58         | 7          | 22         | 29         | 22         | 0          | 0          | 0          | 0          | 0          | 0           |
| Marcus Nilson        | VF         | 11         |            | 1998       | 2004       | 327        | 48         | 78         | 126        | 193        | 0          | 0          | 0          | 0          | 0          | 0           |
| Anders Eriksson      | B          | 29         |            | 2000       | 2001       | 60         | 0          | 21         | 21         | 28         | 0          | 0          | 0          | 0          | 0          | 0           |
| Kristian Huselius    | VF         | 22         |            | 2001       | 2005       | 257        | 58         | 69         | 127        | 62         | 0          | 0          | 0          | 0          | 0          | 0           |
| Andreas Lilja        | B          | 6          |            | 2002       | 2004       | 135        | 7          | 12         | 19         | 146        | 0          | 0          | 0          | 0          | 0          | 0           |
| Mikael Samuelsson    | HF         | 11, 26     |            | 2003 2011  | 2004 2012  | 85         | 16         | 21         | 37         | 49         | 7          | 0          | 5          | 5          | 2          | 0           |
| Christian Berglund   | VF         | 27         |            | 2004       | 2004       | 10         | 3          | 1          | 4          | 10         | 0          | 0          | 0          | 0          | 0          | 0           |
| Magnus Johansson     | B          | 6          |            | 2008       | 2008       | 27         | 0          | 10         | 10         | 14         | 0          | 0          | 0          | 0          | 0          | 0           |
| Niclas Bergfors      | HF         | 11         |            | 2011       | 2011       | 20         | 1          | 6          | 7          | 2          | 0          | 0          | 0          | 0          | 0          | 0           |
| Patric Hörnqvist     | HF         | 70         | A          | 2020       | 2023       | 131        | 26         | 37         | 63         | 71         | 16         | 3          | 4          | 7          | 16         | 0           |
| Anton Strålman       | B          | 6          |            | 2020       | 2021       | 107        | 8          | 20         | 28         | 22         | 9          | 0          | 0          | 0          | 2          | 0           |
| Gustav Forsling      | B          | 42         |            | 2020       |            |            |            |            |            |            |            |            |            |            |            | 1           |
| Lucas Carlsson       | B          | 32         |            | 2021       |            |            |            |            |            |            |            |            |            |            |            |             |
| Robert Hägg          | B          | 18         |            | 2021       | 2022       | 16         | 0          | 1          | 1          | 10         | 0          | 0          | 0          | 0          | 0          | 0           |
| Oliver Ekman Larsson | B          | 91         |            | 2023       | 2024       | 80         | 9          | 23         | 32         | 76         | 24         | 2          | 4          | 6          | 24         | 1           |
| Kevin Stenlund       | C          | 82         |            | 2023       | 2024       | 81         | 11         | 4          | 15         | 62         | 24         | 0          | 1          | 1          | 8          | 1           |
| Alexander Wennberg   | C          | 21         |            | 2020       | 2021       | 62         | 18         | 13         | 31         | 8          | 6          | 1          | 1          | 2          | 0          | 0           |
| Jesper Boqvist       | C          | 70         |            | 2024       |            |            |            |            |            |            |            |            |            |            |            |             |
| Adam Boqvist         | B          |            |            | 2024       |            |            |            |            |            |            |            |            |            |            |            |             |

¹ = Grundserie
² = Slutspel
Övertid = Vunnit matcher som har gått till övertid. | GAA = Insläppta mål i genomsnitt | SVS% = Räddningsprocent | Nollor = Hållit nollan, det vill säga att motståndarlaget har ej lyckats göra mål på målvakten under en match. | K/A = Om spelare har varit lagkapten och/eller assisterande lagkapten | PIM = Utvisningsminuter

## Första draftvalen
Källa: 
| - 1993: Rob Niedermayer (Panthers, Flames, Ducks, Devils, Sabres) (1993–2011, C) Vald som nummer fem. - 1994: Ed Jovanovski (Panthers, Canucks, Coyotes) (1995–2014, B) Vald som nummer ett. - 1995: Radek Dvořák (Panthers, Rangers, Oilers, St. Louis Blues, Thrashers, Stars, Ducks, Hurricanes) (1995–2014, HF) Vald som nummer tio. - 1996: Marcus Nilson (Panthers, Flames) (1998–2008, VF) Vald som nummer 20. - 1997: Mike Brown (Canucks, Mighty Ducks, Blackhawks) (2000–2003, 2005–2006, VF) Vald som nummer 20. - 1998: Panthers saknade val i förstarundan. - 1999: Denis Shvidki (Panthers) (2000–2004, HF) Vald som nummer tolv. - 2000: Panthers saknade val i förstarundan. - 2001: Stephen Weiss (Panthers, Red Wings) (2002–2015, C) Vald som nummer fyra. - 2001: Lukáš Krajíček (Panthers, Canucks, Lightning, Flyers) (2001–2002, 2003–2010, B) Vald som nummer 24. | - 2002: Jay Bouwmeester (Panthers, Flames, Blues) (2002–, B) Vald som nummer tre. - 2002: Petr Tatíček (Panthers) (2005–2006, C) Vald som nummer nio. - 2003: Nathan Horton (Panthers, Bruins, Blue Jackets) (2003–, C) Vald som nummer tre. - 2003: Anthony Stewart (Panthers, Thrashers, Hurricanes) (2005–2012, C) Vald som nummer 25. - 2004: Rostislav Olesz (Panthers, Blackhawks, Devils) (2005–2014, VF) Vald som nummer sju. - 2005: Kenndal McArdle (Panthers, Jets) (2007–2012, VF) Vald som nummer 20. - 2006: Michael Frolík (Panthers, Blackhawks, Jets) (2008–, VF) Vald som nummer tio. - 2007: Keaton Ellerby (Panthers, Kings) (2009–2015, B) Vald som nummer tio. - 2008: Panthers saknade val i förstarundan. - 2009: Dmitrij Kulikov (Panthers, Sabres) (2009–, B) Vald som nummer 14. | - 2010: Erik Gudbranson (Panthers, Canucks) (2011–, B) Vald som nummer tre. - 2010: Nick Bjugstad (Panthers) (2013–, C) Vald som nummer 19. - 2010: Quinton Howden (Panthers) (2013–, C) Vald som nummer 25. - 2011: Jonathan Huberdeau (Panthers) (2013–, C) Vald som nummer tre. - 2012: Mike Matheson (Panthers) (2015–, B) Vald som nummer 23. - 2013: Aleksander Barkov, Jr. (Panthers) (2013–, C) Vald som nummer två. - 2014: Aaron Ekblad (Panthers) (2014–, B) Vald som nummer ett. - 2015: Lawson Crouse (Har ännu inte spelat i NHL.) (, VF) Vald som nummer elva. - 2016: Henrik Borgström (Har ännu inte spelat i NHL.) (, C) Vald som nummer 23. |